# Istalif
Istalif és una vila de la província de Kabul, a l'Afganistan, a uns 28 km al nord-oest de Kabul a 1.693 m d'altitud. És capital del districte d'Istalif. Els habitants tenen tradició de ser bons soldats. No hi ha estadístiques de població però són uns pocs milers d'habitants. Fou destruïda el setembre de 1843 pel general McCaskill, per haver allotjat alguns caps implicats en la mort de Sir A. Burnes a Kabul i en la massacre de la guarnició de Charikar.